# Galleria del Popolo

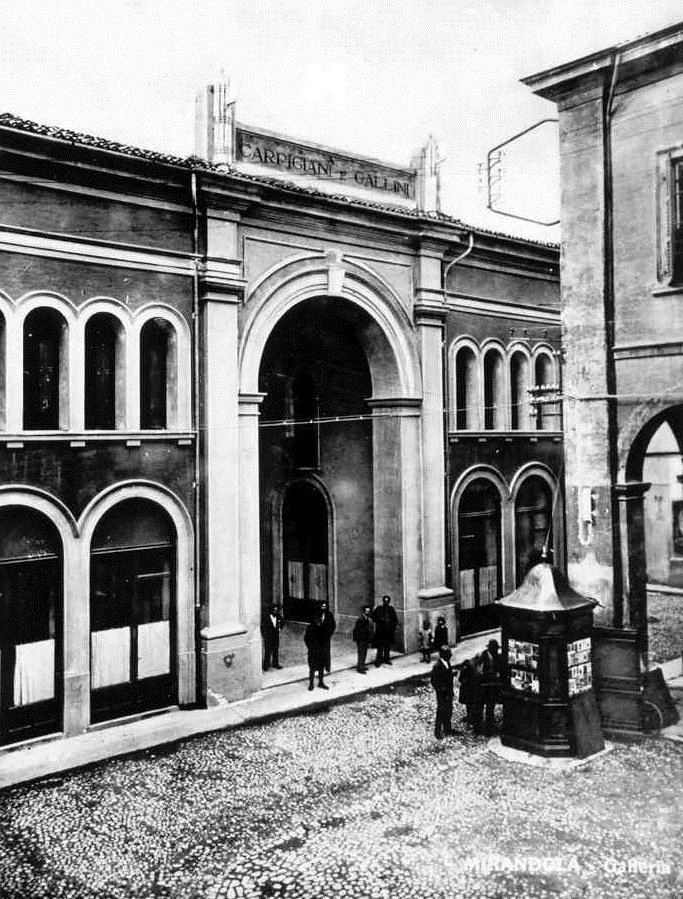
Galleria Carpignani e Gallini in den 1930er-Jahren

Die Galleria del Popolo, ursprünglich Galleria Carpignani e Gallini, ist eine Einkaufspassage in der Stadt Mirandola in der italienischen Region Emilia-Romagna, die auf einem Palast aus dem 16. Jahrhundert basiert. Sie liegt zwischen der Via Giovanni Pico, der Via Giuseppe Mazzini, der Via Cesare Battisti und der Via Nazario Sauro.
Die mit Glas überdachte Einkaufsgalerie, die 1930 eingeweiht wurde, entstand aus der Umwandlung eines alten Gebäudes, in dem der 1495 von den Franziskanern gegründete Monte di Pietà untergebracht war.

## Geschichte
Der Palast, der schon Sitz des Monte di Pietà war und später Sitz des Monte di Credito su Pegno, wurde 1595 erbaut und 1790 umgebaut. Am Anfang des 20. Jahrhunderts vermietete die Congregazione di Carità, die den Monte di Pietà noch verwaltete, einige Räumlichkeiten an die Banca Popolare, an eine Schuhmacherei, an die Cooperativa Tipografica, an ein Hutgeschäft, an ein Delikatessengeschäft und an einen Bäcker (die das Wasser aus einem Brunnen in der Mitte des Innenhofes schöpften). Damals hatte das dreistöckige Gebäude eine Nutzfläche von 717,5 m², wovon der Innenhof 101,25 m² ausmachte.

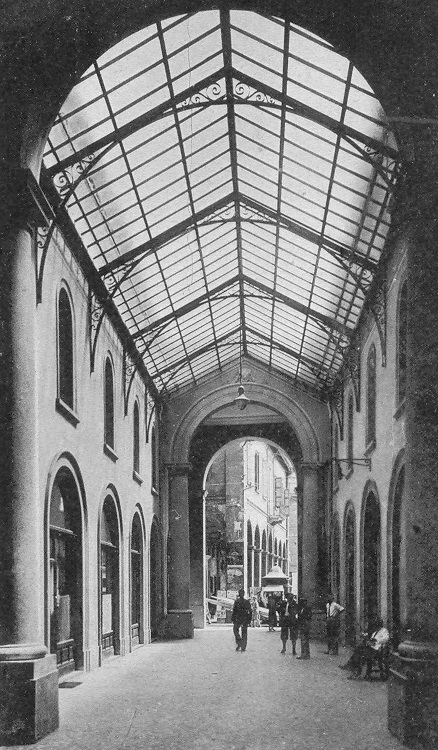
In der Einkaufsgalerie

In den 1920er-Jahren wurden einige Renovierungsarbeiten durchgeführt und 1927 beschloss man, den Palast in eine „Galleria del Commercio“ (dt.: Einkaufsgalerie) umzuwandeln, um die Piazza Montanara (heute: Piazza Giuseppe Mazzini) mit der geschäftigen Via Fenice (heute: Via Giovanni Pico) zu verbinden. Mit dem Projekt wurde der Architekt Mario Guerzoni aus Mirandola betraut, der bereits den benachbarten Palazzo della Milizia umgebaut hatte.
Der mittlere Teil des Palastes wurde daher mit zum Dach abgerissen (das durch Glasscheiben ersetzt wurde), wodurch man eine überdachte und nachts beleuchtete, sieben Meter breite Straße erhielt, in der 12 Ladengeschäfte Platz fanden. Das oberste Stockwerk dagegen blieb Büros, Privatfirmen und der Partito Nazionale Fascista vorbehalten. Die Arbeiten wurden am 26. August 1929 abgeschlossen, wogegen die Testphase bis zum 10. März 1930 lief.
Anfangs hieß das renovierte Gebäude „Galleria Carpigiani e Gallini“ in Erinnerung an die Faschisten Umberto Carpigiani und Gioacchino Gallini (Politische Sekretäre der Faschisten von Mirandola), die am 26. September 1921 in Modena bei einem Feuergefecht mit der königlichen Garde umkamen, deren Kommandant Guido Cammeo von den Faschisten geohrfeigt worden war, weil er seinen Hut vor dem faschistischen Wimpel nicht gezogen hatte.
Von 1930 bis 1960 war im Nordteil des ersten Stocks des Palastes das Gericht von Mirandola untergebracht, das dann in die Via Cesare Battisti verlegt wurde; 1934 zog dort das Postamt ein. Im Inneren der Galerie gab es auch das Lebensmittelgeschäft von Ariella Benatti, die die Aufgabe hatte, die Karten für die Gemeinde zu erstellen, mit denen kriegsbedingt rationierte Lebensmittel erhielt; so konnte sie den Juden helfen, die in Mirandola versteckt waren, indem sie die Lebensmittel im doppelten Boden des Kinderwagens ihres Sohnes Giovanni transportierte und die Dokumente für die heimliche Reisen in die Schweiz fälschte, die von Don Dante Sala und Silvio Borghi organisiert wurden.

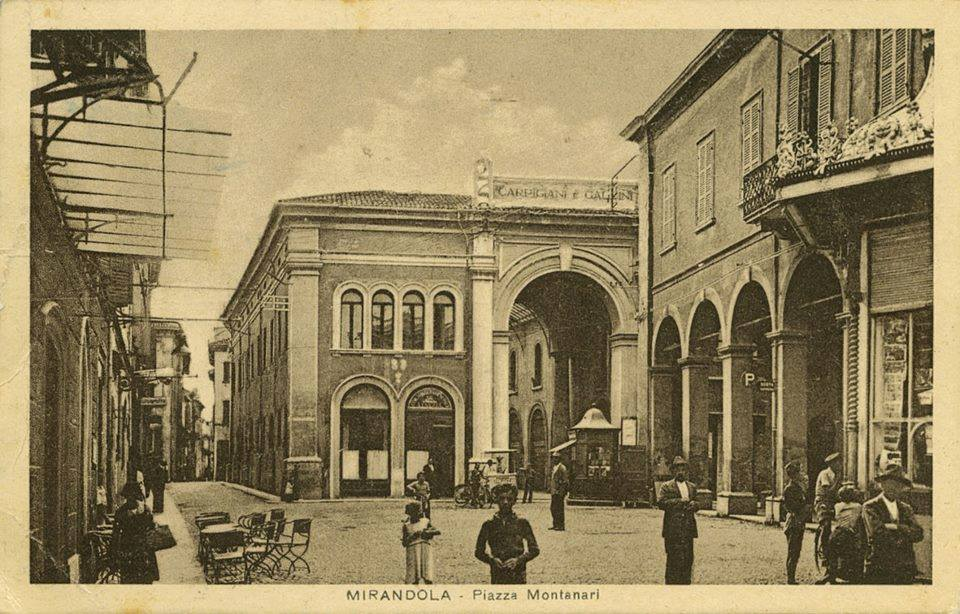
Piazza Montanari (heute Piazza Giuseppe Mazzini) in den 1930er-Jahren

Am 23. April 1945 gab es ein Feuergefecht am Westeingang der Galleria del Popolo: Der Partisan Ermino Ori aus Mirandola und der deutsche Partisan Hans Köpling, beide Angehörige der 14. Brigade „Remo“ der II. Division „Modena Pianura“, liefen sich dort des Nachts über den Weg und erschossen sich gegenseitig, weil sie sich für Feinde hielten; zur Erinnerung an sie wurde eine Gedenktafel aufgehängt. Nach Ende des Zweiten Weltkrieges, am 6. Oktober 1945, wurde das Gebäude in „Galleria del Popolo“ umbenannt.
1967 wurde die Galleria del Popolo für unbewohnbar erklärt und der Durchgang wegen Gefahr für die öffentliche Sicherheit geschlossen; sie verblieb etwa 15 Jahre lang im Stadium des Verfalls.
Am 3. Mai 1982 begannen Restaurierungs- und Sicherungsarbeiten, mit denen der Bauingenieur Giuseppe Bonini und die Cooperativa Muratori del Comprensorio di Mirandola (dt.: Maurerkooperative des Bezirks Mirandola) betraut wurden. Während der Arbeiten wurde im Dachgeschoss eine Zufluchtsstätte entdeckt, die im Zweiten Weltkrieg genutzt worden war. Die Galleria del Popolo wurde 1984 wiedereröffnet. Bis in die 2000er-Jahre gab es im Erdgeschoss zahlreiche Kunstausstellungen, die von der Stadtverwaltung organisiert wurden.